# Hans Sauter (gymnastique)
Pour les articles homonymes, voir Sauter.
Hans Sauter (6 juin 1925 à Brégence dans le Vorarlberg – 1er octobre 2014 à Vienne) est un gymnaste autrichien.
Il participe aux Jeux olympiques d'été de 1948 de Londres, aux Jeux olympiques d'été de 1952 d'Helsinki, aux Jeux olympiques d'été de 1956 de Melbourne et aux Jeux olympiques d'été de 1960 de Rome.